# الأمير محمد عبد المنعم
الأمير محمد عبد المنعم (1899 - 1979). الابن الأكبر للخديوي عباس حلمي الثاني ابن الخديوي توفيق الذي حكم مصر من 1892 إلى 1914 حيث انتهز الإنجليز فرصة سفره إلى الآستانة فعزلوه عن الحكم. ولد في قصر عابدين في القاهرة وكان ولي عهد أبيه تزوج من الجميلة فاطمة نسل شاه و هي أميرة تركية. تولًى رئاسة مجلس الوصاية على الملك أحمد فؤاد الثاني من 26 يوليو 1952 من 18 يونيو 1953 عندما تم إعلان الجمهورية برئاسة محمد نجيب. و توفى في إسطنبول في 1979 عن 80 عاما.

## أبناؤه
- الأمير عباس حلمي الثالث
- الاميره فاضله

## روابط خارجية
- الأمير محمد عبد المنعم على موقع أوليمبيديا (الإنجليزية)